# Bałka Żurawka
Bałka Żurawka (ukr. Балка Журавка) – wieś na Ukrainie, w obwodzie ługańskim, w rejonie swatowskim. W 2001 liczyła 728 mieszkańców, spośród których 704 posługiwało się językiem ukraińskim, 23 rosyjskim, a 1 osoba się nie zadeklarowała.
W 2024 roku zmieniono nazwę miejscowości z Newśke na Bałka Żurawka.